# Marcin Wasilewski Trio

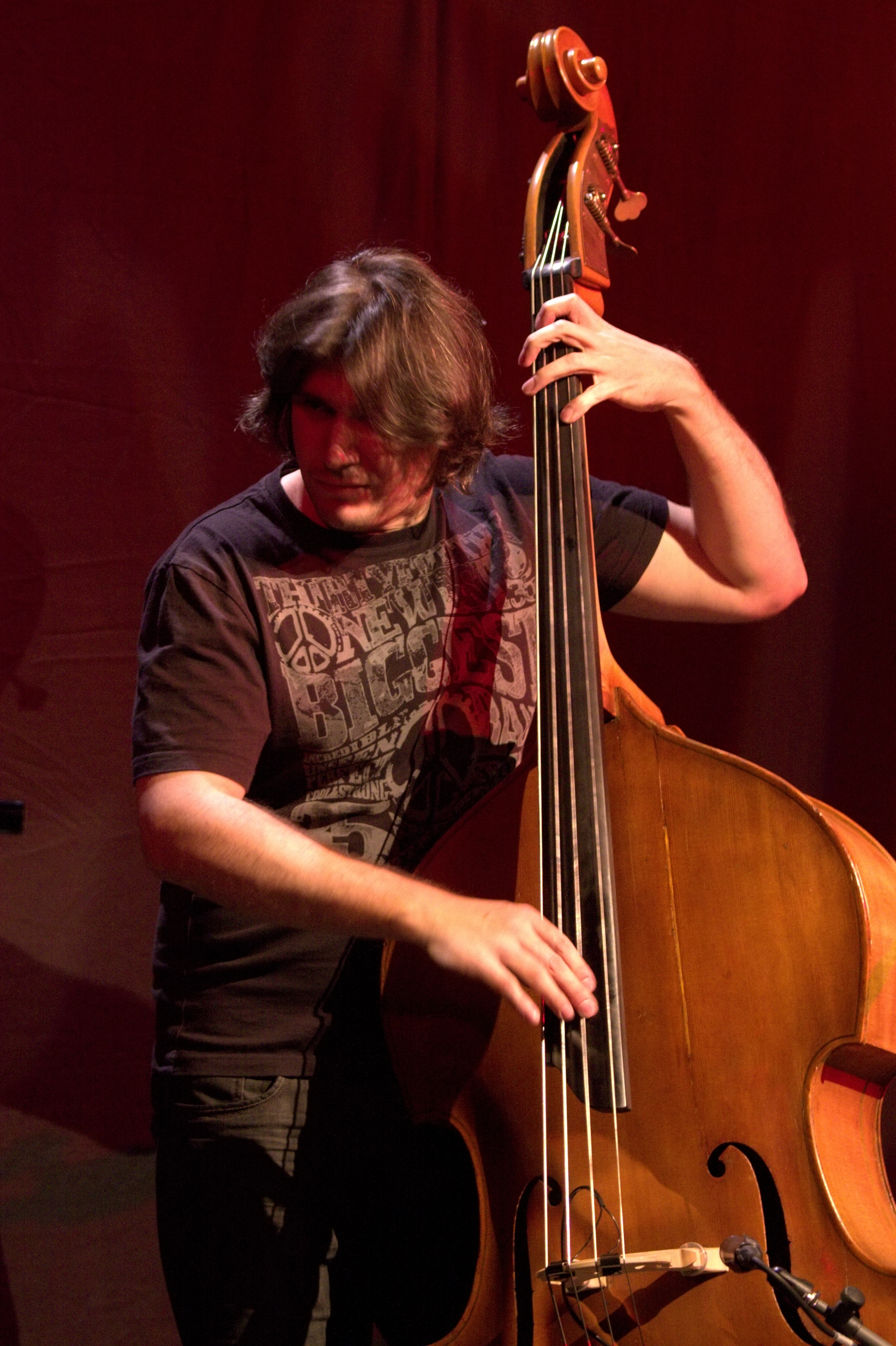
Sławomir Kurkiewicz podczas koncertu Marcin Wasilewski Trio w ramach IV Krakowskiej Jesieni Jazzowej (2009)

Marcin Wasilewski Trio – polska grupa jazzowa założona w 1991 roku jako Simple Acoustic Trio przez uczniów koszalinskiego liceum muzycznego, pianistę Marcina Wasilewskiego, kontrabasistę Sławomira Kurkiewicza, do których dołączył perkusista Michał Miśkiewicz. Od 1993 roku trio współpracowało z Tomaszem Stańką, z którym często występowali wspólnie na koncertach, stąd często byli określani mianem sekcji rytmicznej Tomasza Stańki.
W 2008 roku pod wpływem Manfreda Eichera, właściciela wytwórni fonograficznej ECM, zespół zmienił nazwę na „Marcin Wasilewski Trio”.

## Dyskografia
Albumy
| Komeda (Simple Acoustic Trio)                    | - Data: 1995 - Wydawca: Gowi Records                 | –  | —  |                    |
| When Will The Blues Leave (Simple Acoustic Trio) | - Data: 1996 - Wydawca: Polonia Records              | –  | —  |                    |
| Live in Getxo (Simple Acoustic Trio)             | - Data: 22 września 1996 - Wydawca: Hillargi Records | –  | —  |                    |
| Habanera (Simple Acoustic Trio)                  | - Data: 30 maja 2000 - Wydawca: Not Two              | –  | —  |                    |
| Trio (Simple Acoustic Trio)                      | - Data: 28 lutego 2005 - Wydawca: ECM                | 46 | —  |                    |
| January (Marcin Wasilewski Trio)                 | - Data: 20 stycznia 2008 - Wydawca: ECM              | 23 | 21 |                    |
| Faithful (Marcin Wasilewski Trio)                | - Data: 11 marca 2011 - Wydawca: ECM                 | 26 | 14 | - POL: złota płyta |
| "—" oznacza, że album nie był notowany.          |                                                      |    |    |                    |

Współpraca
| Lyrics (Henryk Miśkiewicz & Simple Acoustic Trio)       | - Data: 2001 - Wydawca: Grami              | –  | —  |                    |
| Spark of Life (Marcin Wasilewski Trio w/ Joakim Milder) | - Data: 7 października 2014 - Wydawca: ECM | 20 | 23 | - POL: złota płyta |
| Arctic Riff (Marcin Wasilewski Trio \| Joe Lovano       | - Data: 26.06.2020 - Wydawca: ECM          |    |    |                    |
| "—" oznacza, że album nie był notowany.                 |                                            |    |    |                    |

Kompilacje
| Tytuł                                                 | Dane dot. albumu                              | Pozycja na liście |
| Tytuł                                                 | Dane dot. albumu                              | POL               |
| ----------------------------------------------------- | --------------------------------------------- | ----------------- |
| Empik Jazz Club: Marcin Wasilewski Trio – The Best of | - Data: 12 maja 2015 - Wydawca: Magic Records | 46                |

## Nagrody
- 2001 wraz z Henrykiem Miśkiewiczem za album Lyrics otrzymali muzycznego Fryderyka w kategorii jazzowy album roku.
- 2005 za album Trio, ponownie otrzymali muzycznego Fryderyka w kategorii jazzowy album roku.
- 2009
  - za album January, po raz trzeci otrzymali muzycznego Fryderyka w kategorii jazzowy album roku.
  - za album January zespół Marcin Wasilewski Trio otrzymał Grand Prix Jazz Melomani 2008 w kategorii „Płyta Roku” (nagrodę przyznał Program 2 TVP)[15]
- 17 listopada 2011 otrzymali Nagrodę Muzyczną Programu Trzeciego – „Mateusz” w kategorii „Muzyka jazzowa – wydarzenie” za płytę Faithful („w uznaniu mistrzowskiego poziomu muzykowania i za szacunek dla tradycji”)[16].